# Smuggler’s House
Das Smuggler’s House (deutsch Haus der Schmuggler) ist ein historisches Wohnhaus aus dem frühen 19. Jahrhundert in Swansea, Massachusetts. Es wurde 1990 in das National Register of Historic Places aufgenommen.

## Beschreibung und historische Bedeutung
Das eineinhalb Stockwerke hohe Gebäude wurde um 1800 im typischen Federal Style seiner Zeit aus Holz erbaut. Der zentral angeordnete Eingang wird von Pilastern eingerahmt. 1938 wurde das Haus umfassend restauriert und durch Anbauten vergrößert.
Das Gebäude wurde während des Britisch-Amerikanischen Kriegs nachweislich zur Lagerung von nach Swansea eingeschmuggelten Waren wie Tee genutzt und wird daher bis heute als Haus der Schmuggler bezeichnet. Es ist über die Pearse Road direkt mit dem Hafen am Cole River verbunden.
Das Haus war ursprünglich Teil eines 50 Acres (20,2 ha) großen Bauernhofs, dessen Grundstück zu Beginn des 20. Jahrhunderts gemeinsam mit den meisten anderen umliegenden Grundstücken in kleinere Parzellen unterteilt wurde, um Wohngebiete zu errichten.